# Astrid Åbyholm
Astrid Åbyholm (* 7. Oktober 1966) ist eine ehemalige norwegische Squashspielerin.

## Karriere
Astrid Åbyholm war insbesondere in den 1980er-Jahren als Squashspielerin aktiv. Mit der norwegischen Nationalmannschaft nahm sie 1987 an der Weltmeisterschaft teil und stand im selben Jahr auch im Hauptfeld der Weltmeisterschaft im Einzel. Dort erreichte sie die dritte Runde, in der sie Vicki Cardwell in drei Sätzen unterlag. Åbyholm gewann 1980 und 1981 sowie nochmals von 1984 bis 1988 fünfmal in Folge die norwegischen Landesmeisterschaften.
Ihre Brüder Johan und Andreas Åbyholm waren ebenfalls als Squashspieler aktiv und mehrfache norwegische Meister.

## Erfolge
- Norwegische Meisterin: 7 Titel (1980, 1981, 1984–1988)